# Générateur linéaire
En électrotechnique et en électronique, un générateur linéaire est la combinaison d'un générateur parfait et d'un dipôle linéaire représentant sa résistance interne ou plus généralement son impédance interne.
Il est lié aux générateurs parfaits, de tension et de courant, par les théorèmes
- ... de Thévenin : Un générateur linéaire est équivalent à un générateur de tension parfait, mis en série avec la résistance interne du générateur linéaire; et
- ... de Norton : Un générateur linéaire est équivalent à un générateur de courant parfait, mis en parallèle avec la résistance interne du générateur linéaire

d